# Ольга Миколаївна Романова (1822—1892)
Ольга Миколаївна Романова (рос. Ольга Николаевна Романова, 30 серпня (11 вересня) 1822 — 18 (30) жовтня 1892) — королева-консорт Вюртембергу у 1864—1891 роках, уроджена велика княжна Російської імперії з дому Романових, донька імператора Російської імперії Миколи I та прусської принцеси Шарлотти, дружина короля Вюртембергу Карла I. Відома своєю благодійністю.
Авторка мемуарів, написаних у 1881—1883 роках.

## Біографія

### Дитинство та юність
Народилась 11 вересня 1822 року в Аничковому палаці Санкт-Петербургу. Була третьою дитиною та другою донькою в родині великого князя Миколи Павловича та його дружини Шарлотти Прусської, яка в православ'ї йменувалася Олександра Федорівна. Новонароджена отримала ім'я на честь рівноапостольної княгині Ольги. Мала старшого брата Олександра та сестру Марію. Згодом сімейство поповнилося донькою Олександрою та синами Костянтином, Миколаєм і Михайлом.
У колі родини дівчинку кликали Оллі.

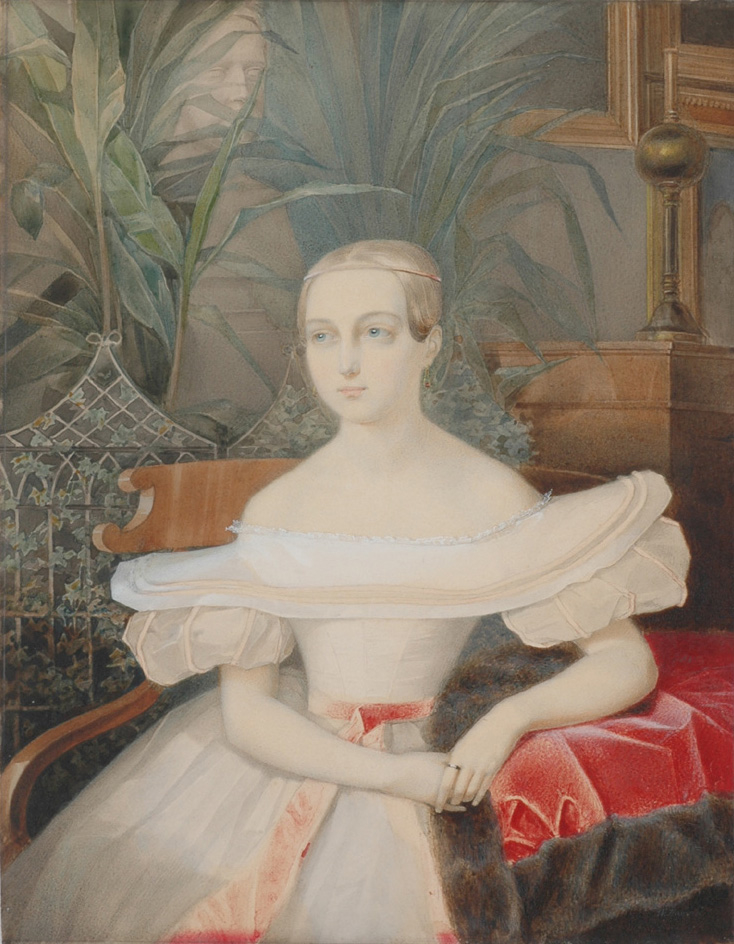
Портрет Ольги пензля невідомого майстра, 1836

Наприкінці 1825 року її батько став імператором Росії.
Холодну пору року сімейство проводило в Зимовому палаці Петербургу, навесні на кілька днів навідували палац Єлагіного острову, після чого переїздили до Царського Села, у липні — до Петергофського літнього палацу, а восени — повертались до Петербургу, де жили в Аничковому палаці. Під час маневрів мешкали в Гатчині або у Ропші.
Ольга виховувалася разом із сестрами у простоті та строгості. За свідченням сучасників, покої дівчат на першому поверсі Зимового Палацу були позбавлені звичайних розкошів, книги для бібліотеки великі княжни купували на власні гроші, гардероб був скромним, і навіть свічки видавалися їм по нормі. Разом з тим, королева Вюртембергу згадувала дитинство з теплими почуттями: відносини в родині були доброзичливими, батьки виховували дітей в атмосфері довіри та любові, а також надавали їм досить свободи. Фрейліна Марія Фредерікс писала, що «імператор Микола I відрізнявся своєю любов'ю і повагою до дружини та був найніжним батьком». Ольга була його улюбленицею та у всьому йому корилася. Спілкувалися в сім'ї зазвичай французькою мовою.
Велика княжна зростала замкнутою дитиною, часто відчувала себе самотньою. Сама вона писала про свої почуття: «Мої сестри були життєрадісними та веселими, я ж серйозною та замкнутою. Від природи поступлива, я намагалася догодити кожному, часто піддавалася глузуванням і нападкам Мері, не вміючи захистити себе. Я здавалася собі дурною та простакуватою, плакала ночами в подушку». Вона і Олександра з дитинства вважалися хвороблими дівчатками, хоча остання могла вистоювати тривалі богослужіння, на відміну від Ольги. Разом з тим, середня сестра вирізнялася вдумливістю, спостережливістю та чудовою пам'ятю.

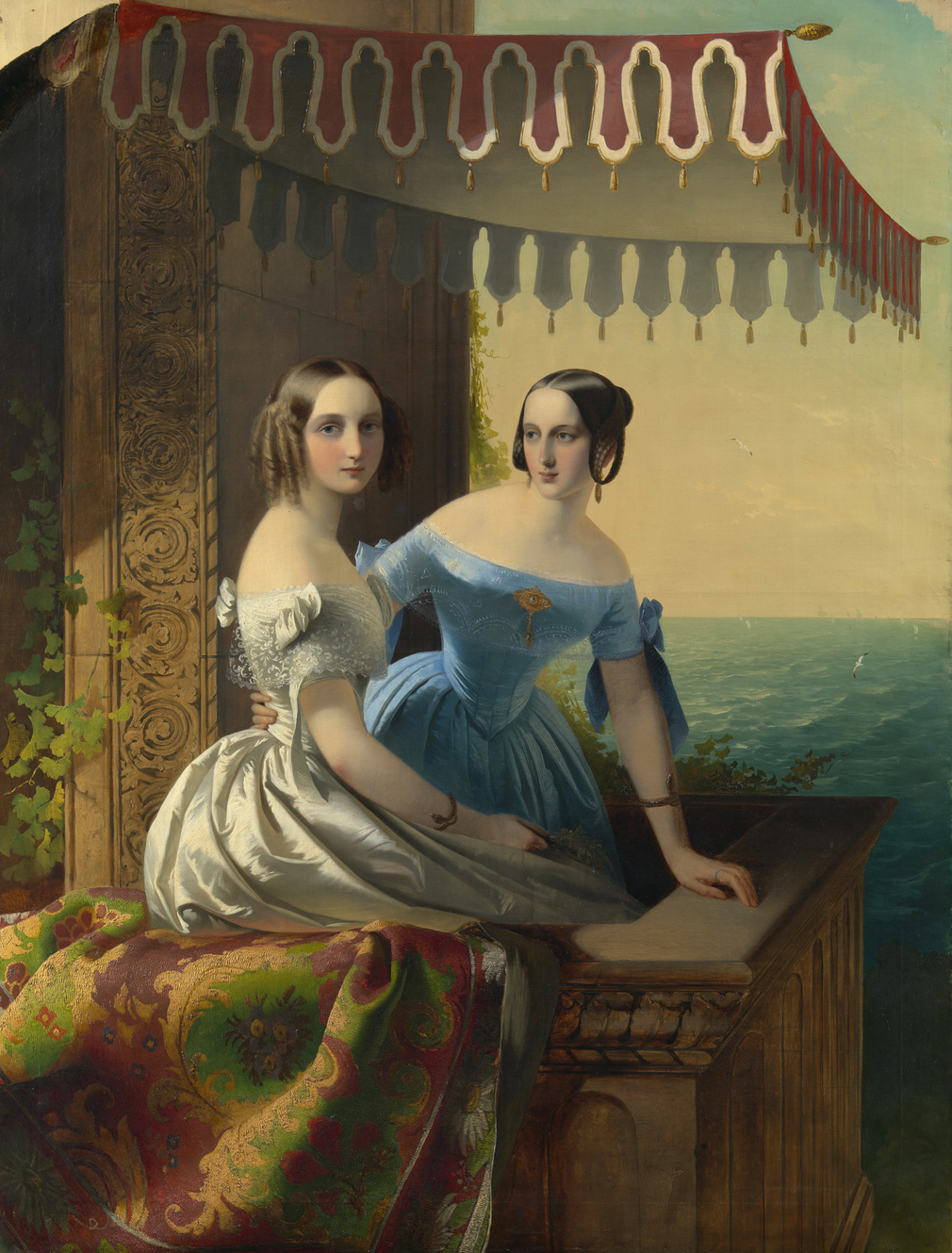
Ольга та її сестра Марія на портреті Т. А. Неффа, 1838

Як і всі діти імператорської сім'ї, до п'яти років перебувала під наглядом няні Марії Василівни Кайсовської. Першою гувернанткою Ольги стала у 1828 році шведка Шарлотта Дункер, яку у 1836 році, за особистим вибором батька, змінила Анна Олексіївна Окулова, зарахована також до штату фрейлін. Остання запропонувала великій княжні вести щоденник, аби краще розібратися в собі та побороти сором'язливість.
Ольга отримала ґрунтовну домашню освіту під керівництвом низки педагогів, у тому числі професора Петра Олександровича Плетньова, доктора богослов'я Герасима Петровича Павського та відомого поета Василя Жуковського. Останній був ініціатором видання домашнього журналу «Мурашник», до якого, окрім нього самого, писали Ольга та Марія, спадкоємець престолу Олександр та його однолітки, Йосиф Вієльгорський і Олександр Паткуль. Також поет прищепив своїй учениці любов до російської літератури, і, зокрема, до творчості Олександра Пушкіна. Листування між ними тривало до самої смерті Жуковського.
Василь Андрійович відгукувався про неї так:
|  | «Ольга Миколаївна дуже старанна. Вона раз на тиждень займається вже і зі мною і завжди дуже, дуже уважна. Слухає старанно, і що зрозуміє, того не забуває... Шкода мені тільки того, що не маю більш часу: з нею дуже приємно вчитися». |

Сама княжна писала про це:
|  | «У вченні я зробила колосальні успіхи: тільки на півроку я відставала від Мері, якій було вже шістнадцять років. Вчителям, мабуть, приносило радість посувати мене так швидко, і чим далі я йшла в науку, тим стараннішою ставала. |

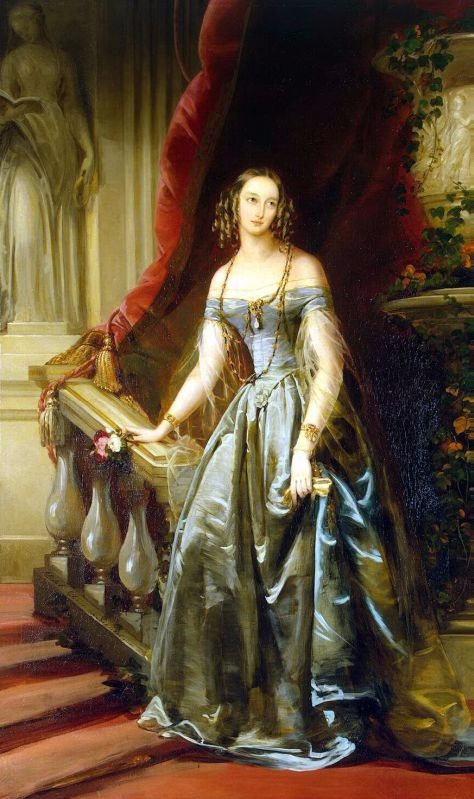
Портрет роботи Крістіни Робертсон, 1841

Вивчала арифметику, фізику, хімію, всесвітню та вітчизняну історію, французьку, німецьку, англійську та російську мови, а також російську словесність. Отримувала уроки танців від Роз Колінетт, малювання—  від художника О. І. Зауервейда, який обладнав для неї студію в палацовій вежі, та навчалась ваянню під наглядом скульптора І. П. Віталі. Також чудово співала, грала на фортепіано та органі.
Разом із домашньою освітою великі княжни числилися у класах Смольного інституту шляхетних дівчат. Хоча більшу частину програм вони виконували вдома, при відвідуванні інституту родичами великі княжни вдягали форму та вставали до рядів свого класу. З раннього віку їх також вчили розуміти та поважати потреби народу, прищеплювали співчуття до знедолених і видавали кожній на благодійність 5000 рублів сріблом на рік.
Великі княжни знаходилися у Зимовому палаці, коли у грудні 1837 там почалася пожежа. Були терміново перевезені до Аничкового палацу. Після відновлення будівлі сімейство повернулося туди у листопаді 1839 року.
У 1835 році Ольга здійснила з батьками поїздку німецькими князівствами та Австрійською імперією, про що писала у своїх спогадах. Восени 1838 року знову навідала діда Фрідріха Вільгельма III у Берліні. Навесні 1840 року була присутньою на його кончині, після чого перебувала з матір'ю на лікуванні в Емсі.
Сучасники вважали її найкрасивішою з доньок імператора: «неможливо уявити собі більш милого обличчя, на якому виражалися б у такій мірі лагідність, доброта й поблажливість. При граційній ході, при ідеальній чистоті погляду в ній було щось, право, неземне». Втім, незважаючи на уявну м'якість, Ольга була розважливою та самолюбною.. Залученням дівчини до світського життя з 1839 року займалася велика княгиня Олена Павлівна.
Красива й освічена велика княжна вважалася однією з кращих наречених Європи. Першим її залицяльником став кронпринц Баварії у 1838 році. Микола I бачив Максиміліана чоловіком Марії, однак той неочікувано закохався в Ольгу. Втім, юнак не сподобався жодній з дівчат, а імператор не мав наміру їх примушувати. Марія влітку 1839 року одружилася з Максиміліаном Лейхтенберзьким.

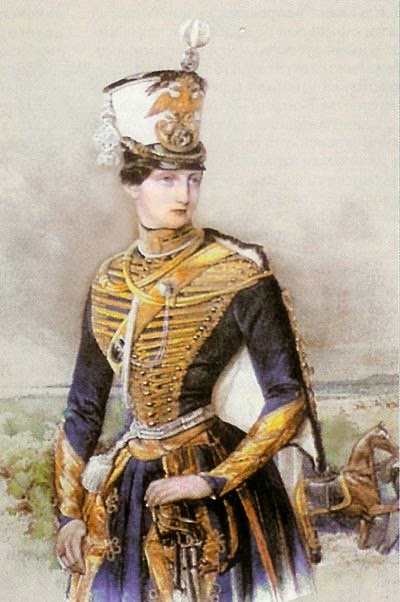
Портрет Ольги в уніформі свого полку пензля невідомого автора, початок 1840-х років

Руки Ольги просив князь Олександр Барятинський, однак Микола І не погодився на шлюб.
Союзу з ерцгерцогом Стефаном, який подобався Ользі, завадила його мачуха через ревнощі до першої дружини чоловіка, Олександри Павлівни. Втім, велика княжна кілька років продовжувала сподіватися на укладення з ним шлюбу. Олена Павлівна у 1840 році докладала зусиль аби влаштувати весілля небоги з Фрідріхом Вюртемберзьким, однак ідея одружитися з людиною, вдвічі старшою за себе, викликала обурення самої дівчини. Наступного року тітка Марія Павлівна сподівалася оженити з котроюсь із сестер свого сина Карла Олександра, однак Микола І не підтримав даної ідеї. Пропозиція ерцгерцога Альбрехта також була відхилена. Спадкоємний ландграф Гессен-Касселю Фрідріх Вільгельм віддав перевагу її сестрі Олександрі, а герцог Нассау — княжні Єлизаветі Михайлівни. Симпатії Ольги до молодшого з принців Нассау також не мали результату, незважаючи на взаємність.
Велика княжня, яку почали вважати холодною натурою, все більше часу присвячувала благодійності. Супроводжувала матір-імператрицю у відвідинах жіночих шкіл та інститутів. Завдяки її старанням, навесні 1842 року Миколою I було прийнято рішення про відкриття у Росії шкіл для дівчат з духовного стану. Заклади мали утримуватися на кошти від продажу свічок в церквах. У вересні того року була відкрита школа у Царському Селі, згодом — наступна у Ярославлі.
У 1844 році Ольга та оберпрокурор Святі́йшого Синоду Микола Протасов проявили ініціативу щодо відновлення в столиці діяльності жіночого монастиря. В результаті, указом імператора від березня 1845 року був відновлений Воскресенський Новодівочий монастир на Васильєвському острові.
Після смерті молодшої сестри влітку 1844 року, зблизилася із братом Олександром та його дружиною Марією.
1 січня 1845 року отримала від батька, як новорічний подарунок, призначення шефом 3-го гусарського Єлисаветградського полку, що викликало її велику радість. Для вояк велика княжна написала полковий марш.

### Заручини

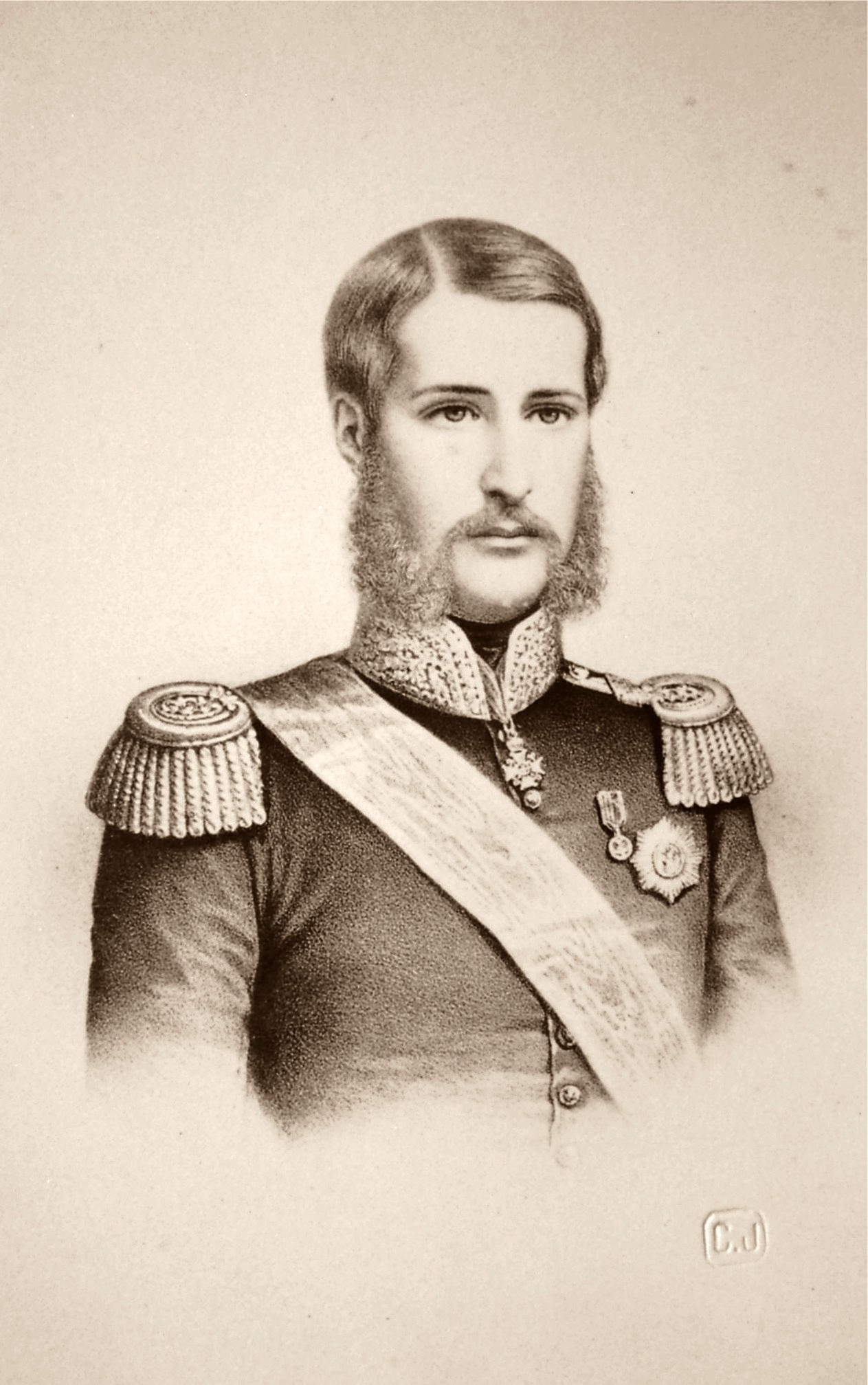
Фото Карла Вюртемберзького для візитівки

З кінця серпня 1845 року Ольга супроводжувала матір у поїздці до Італії. Кілька місяців жінки мешкали у Палермо на віллі «Олівуцца». Велика княжна брала уроки італійської мови. У листопаді того року вюртемберзький та австрійський двори знову поцікавились можливістю зближення з Росією шляхом укладення шлюбу. З ходом подій, у грудні з'ясувалося, що кращою кандидатурою є вюртемберзький кронпринц. Молоді люди бачилися одного разу підлітками, але тоді не справили одне на одного враження.
1 січня 1846 року Карл Вюртемберзький прибув до Палермо. Того ж дня він зустрівся з Ольгою й імператрицею-матір'ю та сподобався потенційній нареченій. Велика княжна зазначала: «він був вищим за мене на півголови. Очі карі, волосся каштанове, красиво обрамляє лоб і скроні, губи повні, вигнуті, посмішка заразлива. Руки, ноги, вся фігура були бездоганні».
Також дівчина писала про глибоке відчуття довіри до нього та відмічала сором'язливість і природність принца. 6 січня було прийняте рішення про шлюб. 16 січня юнак від'їхав до Вюртембергу через хворобу батька.
При російському дворі новина була прийнята із задоволенням: «Це весілля по серцю росіянам. Дай Бог, аби Ольга була такою щасливою, як того заслуговує, і стільки, скільки бажає їй того вся Росія».
На зворотньому шляху до Петербургу, в Ліворно, вюртемберзький кронпринц приєднався до нареченої та її матері. В щоденнику велика княжна писала: «проїхали Пізу з її кривою вежею, але я ледь дивилася на все це: мій Карл був зі мною, і я бачила тільки його…». Щодо Флоренції вона зауважила: «Я дивилася на все його очима і слухала його в захваті; але майбутня велика зміна в моєму житті дуже займала мене, щоб у мене збереглися ясні спогади і враження. Тоді мені здавалося важливішим дізнатися характер і натуру Карла». Через Венецію та Трієст молоді люди у супроводі імператриці прибули до Зальцбургу, де відбулася зустріч із батьками нареченого. Наприкінці травня, після деякого спільно проведеного часу, вюртемберзька родина від'їхала до Штутгарту, а Ольга із матір'ю вирушили до Лінцу, де зустрілися з імператрицею Австрії Марією Анною. Повертаючись до Росії через Прагу Ольга вперше побачила ерцгерцога Стефана, дружиною якого сподівалася раніше стати, і була розчарована його честолюбством і відсутністю простоти.
3 червня жінки повернулися до Петергофу, невдовзі до Росії прибув і Карл Вюртемберзький. 25 червня пройшли урочисті заручини пари у церкві Петергофу.

### Шлюб
У 23 роки Ольга взяла шлюб із кронпринцом Вюртембергу Карлом, своїм однолітком. Вінчання пройшло 1 (13) липня 1846 року у Петергофі спочатку за православним, а після — за лютеранським обрядом. Шлюбний контракт, укладений напередодні, регулював фінансові можливості великої княжни, а також релігійні питання. Ольга зберігала православну віру, але в особливих випадках мала супроводжувати чоловіка на протестантських богослужіннях. Дівчина отримала великий посаг, який готувався ще з весни 1840 року. Урочистості з нагоди одруження «були обставлені з усією можливою розкішшю та блиском. Цілий день дзвонили дзвони, ілюмінацією були прикрашені не лише палаци, фонтани і парк у Петергофі, але й багато будинків у Петербурзі».

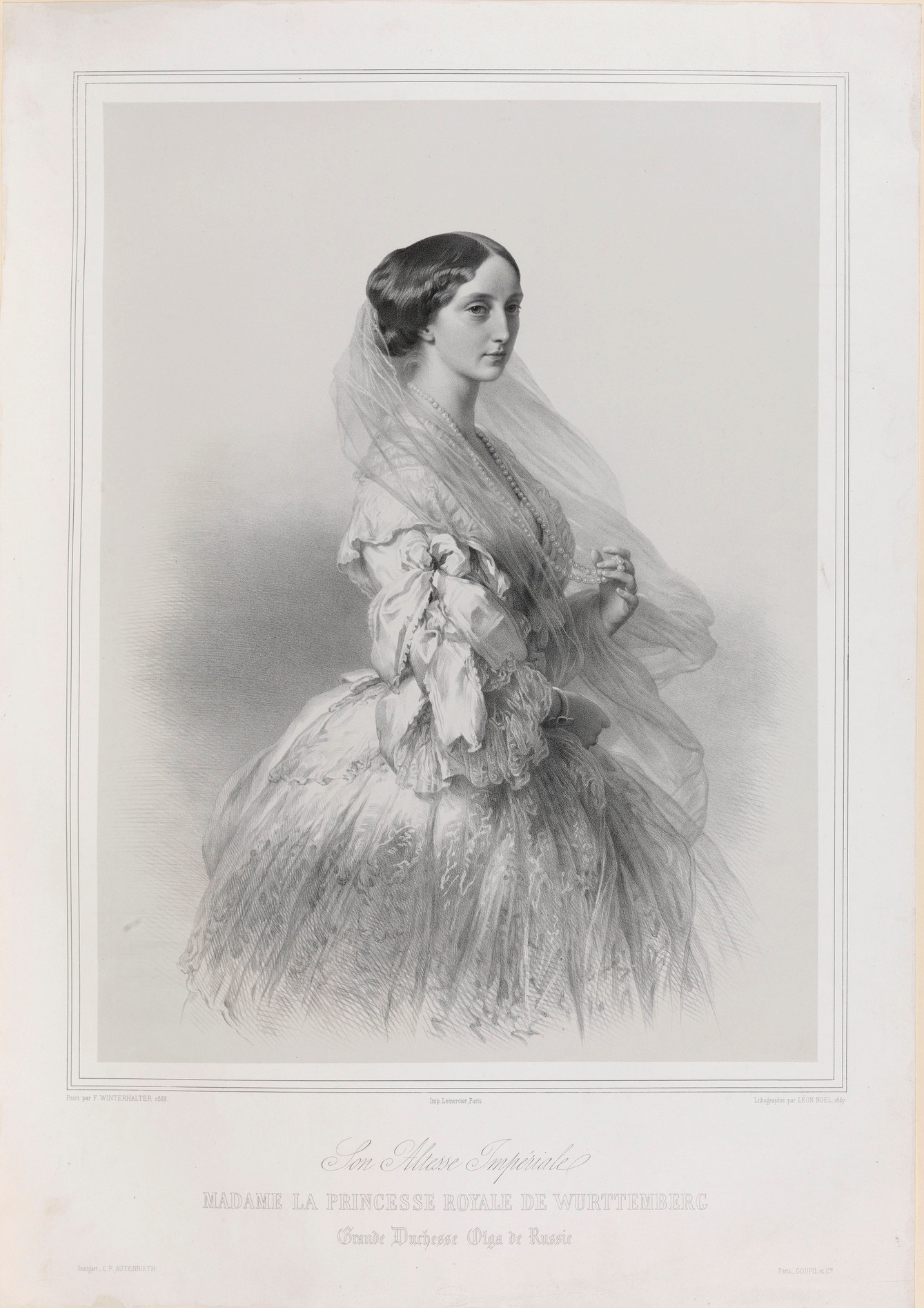
Ольга у 1850-ті роки

За десять днів молодята були присутніми на балу у Дворянському зібранні, який давали на їхню честь, про що сучасники згадували: «Ольга була незрівнянно прекрасною. Чоловік її не красень, але на обличчі його написані здоровий глузд і душевна доброта». Медовий місяць подружжя провело у новозбудованій Ольгіній половині Великого Петергофського палацу.
23 вересня прибули до Штутгарту, де були зустрінуті комітетом громадян, посадовими особами та представниками духовенства перед Новим палацом. Невдовзі по прибуттю Ольга відвідала будівництво своєї резиденції Берг, а також узяла участь у відкритті залізничної гілки. 30 вересня кронпара урочисто відкрила палацовий комплекс Вільгельма у штутгартському районі Канштатт.
Переїжджаючи до Німеччини, велика княжна привезла із собою багато цінних предметів: подарунки від рідних, особисту бібліотеку, власні малюнки. В юності вона намагалася вести щоденник німецькою мовою, але вільно розмовляти німецькою почала лише після одруження.
У Вюртемберзі нудьгувала за батьківщиною, хоча її заспокоював давній зв'язок Росії з новою домівкою. Життя в Німеччині виявилося не таким щасливим, як раніше уявлялося жінці. Непрості стосунки склалися в Ольги зі свекором, королем Вільгельмом, який вирізнявся суворим і деспотичним характером. Погані стосунки між королем і кронпринцом були дуже важкими для Ольги. Вільгельм вважав свого сина недієздатними і відмовлявся залучати його до державних справ. Сам Карл, за якого дівчина виходила по любові, віддалявся від неї. Пізніше ходили чутки, що він був гомосексуалом. «Після заміжжя починається зовсім інше життя, до якого домішуються також і гіркі спогади, незважаючи на щастя домашнього вогнища», — писала Ольга. Втім, подружжя багато часу проводило разом і поділяло любов до архітектури, музики та живопису. Свекруха Пауліна також завжди добре ставилася до невістки і ніколи не втручалася в життя пари та їхнього двору.
Вже незабаром після приїзду Ольга захопилася громадським життям.
Знаходила розраду в благодійності, якою активно займалася та яка її прославила, і любові до мистецтва. Кронпринцеса писала картини та брала уроки у місцевого скульптора Теодора Вехтера. За її дорученням різні художники також малювали палаци та будинки, в яких вона жила або зупинялася під час подорожей. Цікавилася природознавством, систематично збирала різні мінерали. Її колекція згодом стала частиною експозиції Державного музею природничої історії в Штутгарті.

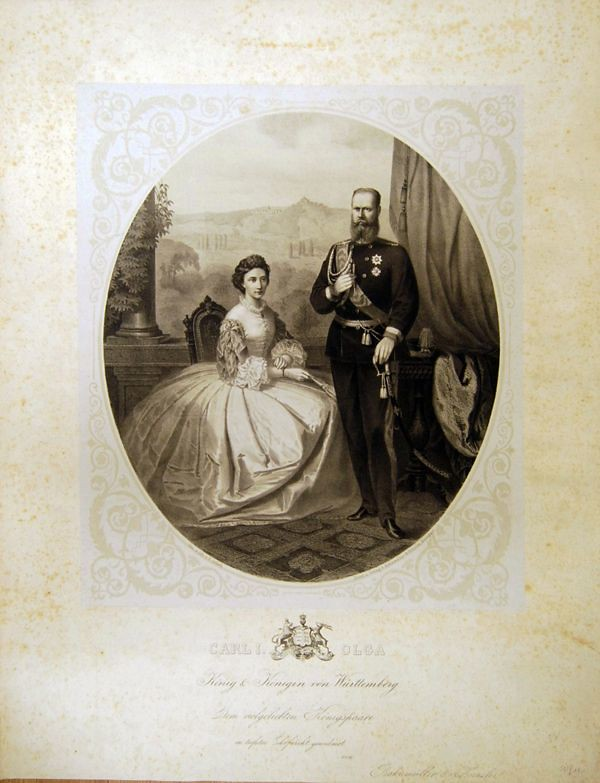
Ольга із чоловіком, 1860-ті

У 1847 році стала патроном першої педіатричної клініки в Штутгарті, яка у 1849 році отримала на її честь назву «Ольгин дитячий санаторій» (нім. Olga-Heilanstalt für Kinder).
Перші кілька років, доки йшло будівництво Палацу кронпринца, подружжя тимчасово мешкало в апартаментах Нового палацу. У 1853 році кронпара оселилася на новозбудованій віллі Берг під Штутгартом. Будинок став улюбленою резиденцією Ольги. Тут вона влаштовувати бали, часто приймала у себе родичів та відомих людей з усіх європейських країн, тут проходили офіційні зустрічі європейських монархів з російськими імператорами. Навколо вілли був розбитий чудовий парк з розарієм і влаштована домова церква, для якої Микола І прислав у 1854 році все необхідне. Оскільки Ольга Миколаївна продовжувала сповідувати православ'я, церква була в кожному з її палаців. У грудні 1854 року був також завершений Палац кронпринца у Штутгарті.
Окрім вілли Берг кронпринцеса із задоволенням проводила вільний час в літній резиденції у Фрідріхсгафені на березі Боденського озера. Ностальгія по Росії спонукала її власноруч намалювати проект російського парку навколо палацу, де основним компонентом стала липова алея.
Подружжя багато подорожувало та виглядало цілком щасливими. Ольга час від часу навідувала Росію. На похорон батька у 1855 році вона не встигла, але провела кілька місяців з матір'ю, яка важко переживала утрату. Для вшанування пам'яті Миколи І кронпринцеса у 1856 році заснувала попечительське Миколаївське товариство (нім. Nikolauspflege) для надання допомоги сліпим. Там їх готували до повсякденного життя: вчили грамоті та ремеслу. Після смерті матері у 1860 році на батьківщину навідувалася нечасто.
Подружжя не мало власних дітей. Страдаючи від бездітності, кронпринцеса приймала численні ліки. У грудні 1863 року пара взяла на виховання 9-річну племінницю Віру Костянтинівну — доньку великого князя Костянтина Миколайовича.

### Королева Вюртембергу

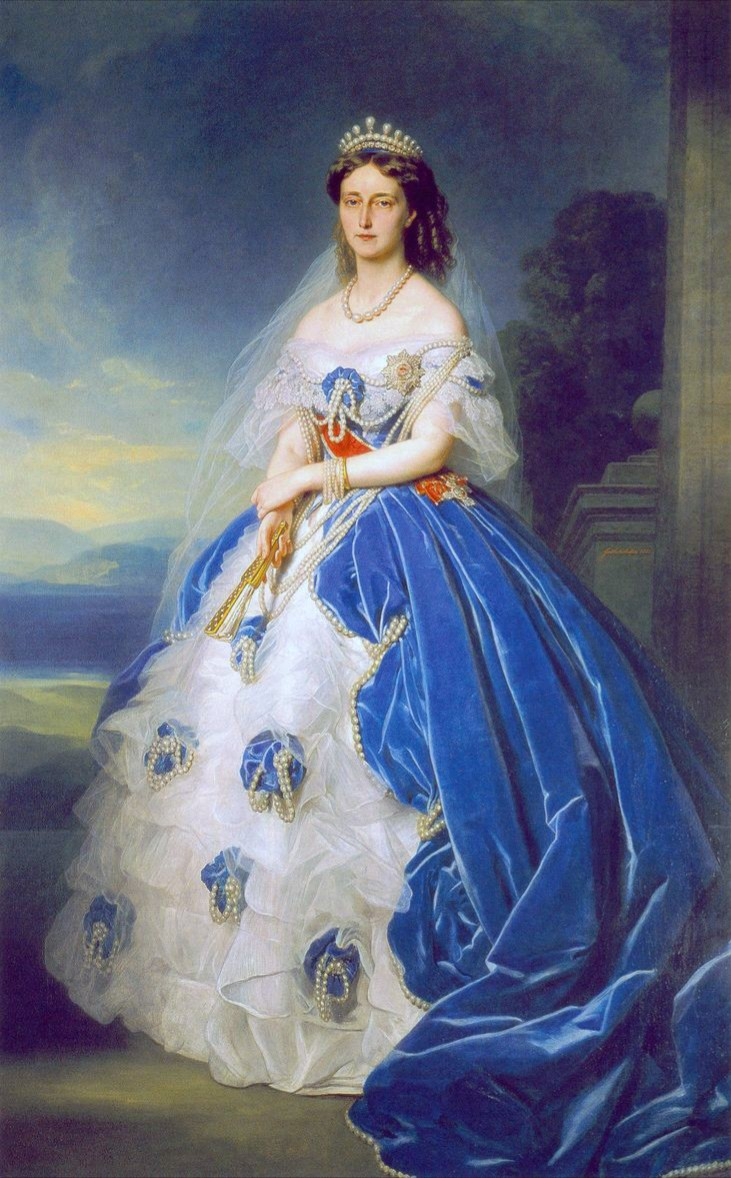
Портрет роботи Ф. К. Вінтерхальтера, 1867, Державний музей Вюртембергу

У червні 1864 року чоловік Ольги став королем Вюртембергу, а сама вона — королевою-консортом. Користувалася популярністю серед народу через свою доброту.
При дворі влаштовувала великі блискучі прийоми, бали, дипломатичні обіди та концерти. Підтримувала спілкування з родичами в Росії, листувалася з ними. В'язала та шила для бідних. Одна з фрейлін змальовувала її як «королеву з голови до п'ят».
Під час франко-пруської війни 1870—1871 років стала на чолі організації допомоги пораненим воїнам «Württembergischer Sanitätsverein». Зустрічала потяги з пораненими, дбала про їх розміщення, відвідувала хворих, втішала їх словами та допомагала матеріально. Місцева преса називала її «великим майстром, віртуозом благодійності». На честь дружини Карл I у 1871 році заснував орден Ольги, як нагороду за подвиги благодійництва та допомогу хворим і пораненим, особливо під час війни.

Виступала проти створення Німецької імперії. Як і чоловікові, їй було важко змиритися з підлеглою роллю королівства Вюртемберг. Але в той час як Карл ставав все більш смиренним, Ольга зберігала енергійність і чітко відстоювала свою позицію. Бісмарк, будучи її опонентом, заявив: 
|  | «Королева — єдиний чоловік при дворі Штутгарта». |

У 1872 році об'єднала добровільних сестер милосердя в організацію «Сестри Ольги» (нім. Olgaschwester). Їхньою задачею був догляд за хворими, допомога старим людям або пораненим солдатам. Це об'єднання співпрацювало з лікарнею Хайльбронна, яка надавала можливість пройти медичні курси.

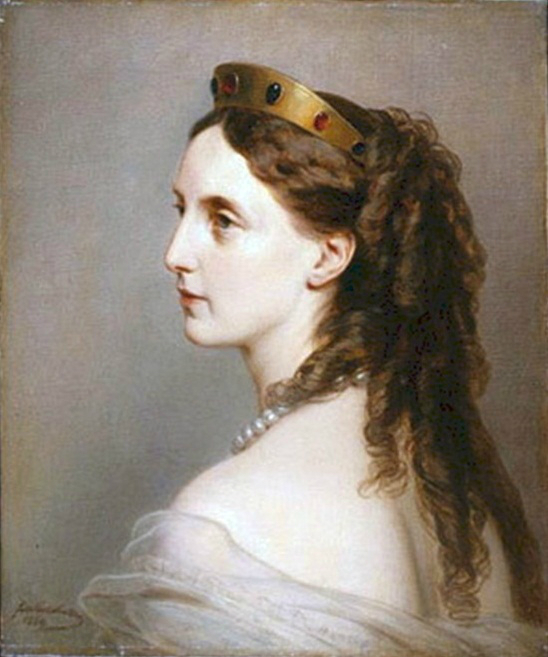
Портрет роботи Ф. К. Вінтерхальтера, 1869, Пушкінський музей

Під патронатом королеви знаходилися лікарня й опікунська установа для дітей з вадами розумового розвитку у Марієнберзі, дитяча лікарня «Ольгеле» у Штутгарті, притулок для сліпих у Гмюнде. Особливу увагу правителька приділяла питанням освіти і виховання. У 1873 році заснувала у Штутгарті жіночу гімназію Königin-Olga-Stift Gymnasium. За її підтримки було відкриті численні ясла, дитячі будинки та школи. Багато з них діють досі та носять її ім'я.
16 червня 1889 року королева, з дозволу чоловіка, заснувала медаль Карла й Ольги для нагородження чоловіків і жінок за старанність у догляді за пораненими та хворими солдатами у складі місій Червоного Хреста.
Ольга була дуже засмучена, коли восени 1891 року Карл захворів і раптово помер. «Шанована та любима усім вюртемберзьким народом», вона пережила чоловіка на один рік і пішла з життя 30 жовтня 1892 року у замку Фрідріхсгафен. На момент її смерті живим з її суроженців залишався лише найменший брат Михайло. Була похована у крипті замкової церкви Штутгарта.
Вілла Берг та коштовності Ольги перейшла до її вихованиці Віри Костянтинівни. Вюртемберзький трон після смерті Карла успадкував його небіж Вільгельм II.
Написані королевою мемуари були видані у Парижі в 1936 році.
У липні 2009 року у Штутгартській державній галереї проходила виставка, присвячена Ользі Миколаївні, на якій експонувалися 87 малюнків аквареллю та гуашшю з так званого «Альбому Ольги», які ілюстрували життя королеви після від'їзду з Росії.

## Твори
- Романова Ольга. Сон юности. Записки дочери императора Николая I Великой княжны Ольги Николаевны, королевы Вюртембергской. Париж: Военная быль, 1963. — 196 стор.[5][22]

## Нагороди
- Великий хрест ордену Святої Катерини (Російська імперія) (13 вересня 1822);
- Орден Святої Ізабелли (Португальське королівство), (28 червня 1865);[23]
- Орден Ольги (Вюртемберзьке королівство), (1871);
- Орден Луїзи (Прусське королівство).

## Вшанування

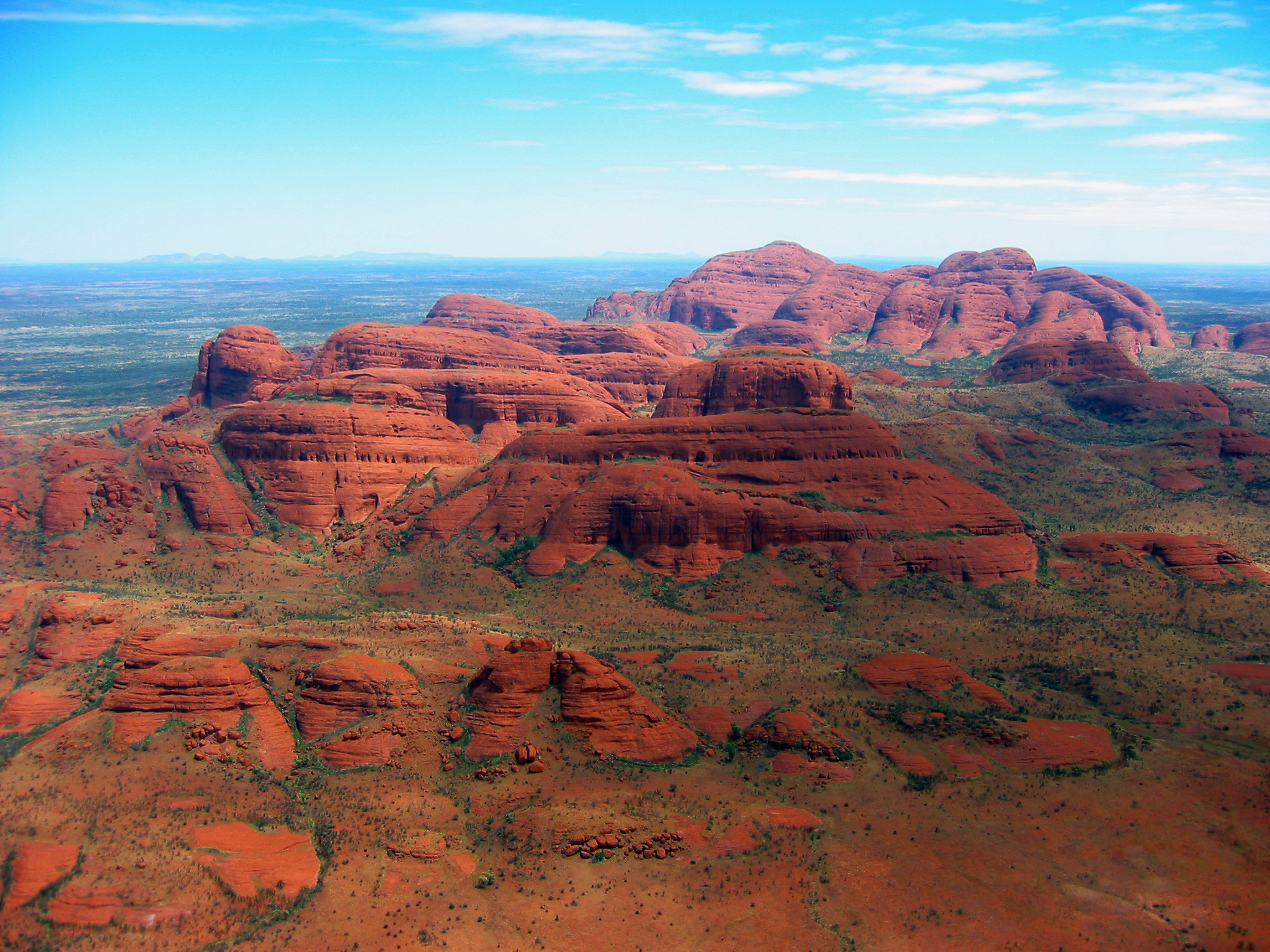
Гора Ольга

- Гора ОльгаУ 1854 році її ім'я отримав вюртемберзький пароплав «Ольга».[24]
- У 1860 році вюртемберзький придворний садівник Мюллер вивів новий сорт яблук, який назвав Герцогиня Ольга (нім. Herzogin Olga Apfel).[25][26] У 1876 році на Україні був виведений яблучний сорт Королева Ольга,[27] який спочатку йменувався як Ольга Миколаївна.[28]
- У 1864 році на монаршу честь був названий гренадерський полк «Королева Ольга» (1-й Вюртемберзький) № 119.
- У 1870 році німецький мандрівник Карл фон Вальдбург-Зіргенштайн[29] назвав на честь королеви протоку Вулиця Ольги в архіпелазі Шпіцберген між островами Едж і Баренца та Свенскойя.[30]
- У 1871 році Карл I дав ім'я Ольгина роща на честь дружини частину лісу неподалік замку Бебенгаузен.[31]
- У 1872 році на прохання барона Фердинанда фон Мюллера Ольгою була названа гора в Австралії.
- 1 квітня 1894 року у Штутгарті «Сестрами Ольги» була заснована Лікарня Карла та Ольги (нім. Karl-Olga-Krankenhaus).
- Ім'я Ольги носила драгунська казарма, збудована у 1904—1906 роках у Людвігсбурзі, у збережених будівлях якої наразі розміщена школа та різні муніципальні об'єкти.[32]
- 3 листопада 1990 року у Штутгарті була відкрита надземна станція штадтбану Olgaeck. У жовтні 2017 року поруч був розміщений готель «Olgaeck».[33]
- Вулиці Ольги існують у містах Штутгарт, Фрідріхсгафен, Теттнанг і Гайденгайм-ан-дер-Бренц.
- З 2008 року російська православна община у Штутгарті відмічає Дні Ольги, приурочені до дня її іменин 24 липня.[34]